# Лаптево (посёлок станции)
Лаптево, Лаптевский — упразднённый в 1938 году станционный посёлок Ясногорского района, вошедший в состав рабочего посёлка Лаптево (ныне город Ясногорск) в Тульской области России. Возник как посёлок при железнодорожной станции Ясногорск .

## История
В 1867 году образована станция Лаптево Московско-Курской железной дороге, строительство которой началось в 1866 году. Первым поселенцем пристанционного посёлка стал Павел Лаврентьевич Жестерев, который в 1875 году поставил свой сруб вблизи станции, в одном километре к югу от села Лаптево. В 1882 году отцом В. В. Вересаева рядом со станцией было куплено имение Владычня.
В 1892 году открыта почтово-телеграфная контора, обслуживавшая население Лаптевской, Архангельской, Машковской и Денисовской волостей. В 1895 году при станции окружным врачом Н. К. Шистовским открыта лечебница Императорского Московского воспитательного дома, во главе которого стоял врач Михаил Константинович Плясов.
Указом Президиума Верховного Совета РСФСР от 11 сентября 1938 года село Лаптево было отнесено к категории рабочих посёлков с сохранением прежнего наименования и с включением в его черту станционного посёлка, территории завода «Красный плуг», заводского посёлка и селения Лип-Верх.

## Транспорт
Ясногорск — железнодорожная станция Курского направления Московской железной дороги.
Автостанция г. Ясногорск.